# Fabricator
Fabricator är popgruppen BWO:s fjärde album, utgivet den 19 september 2007. Första singeln från skivan var Alcazar-covern Save My Pride som släpptes den 16 maj 2007. Andra singeln var Let It Rain och den tredje Rhythm Drives Me Crazy, som släpptes den 22 augusti 2007. Den fjärde singeln var The Destiny of Love som släpptes den 15 oktober 2007. Den femte singeln var Give Me the Night som släpptes den 10 december 2007.
Låten "Rhythm Drives Me Crazy" var Sveriges officiella VM-låt för svenska damlandslaget i fotboll vid VM i Kina i september 2007.

## Låtlista
1. "Last Flight To San Francisco"
2. "Give Me the Night"
3. "Let It Rain"
4. "The Destiny of Love"
5. "Gomenasai"
6. "We Should Be Dancing"
7. "Stay with You Again"
8. "Rhythm Drives Me Crazy"
9. "Save My Pride"
10. "Happiness"
11. "Hooked on the Danger"
12. "Concrete Jungle"
13. "Paradise on Mars"
14. "Chariots of Fire"
15. "Save My Pride" (The Attic Remix Radio Edit)
16. "The Destiny of Love" (The Attic Remix Radio Edit)

## Listplaceringar
| Lista (2007) | Topplacering |
| ------------ | ------------ |
| Sverige      | 6            |